# ヘルヴァ・ボス
『ヘルヴァ・ボス』（Helluva Boss）は、ヴィヴィアン・"ヴィヴジポップ" ・メドラーノによって制作された、アメリカ合衆国のミュージカル・ブラックコメディ・アダルトアニメウェブ番組。同じくメドラーノによって制作された『ハズビン・ホテル』と同じ世界を舞台としているが、異なるキャラクターとストーリーが展開されている。メドラーノによると、両作は同じ設定を共有しているが、『ハズビン・ホテル』は償還をテーマとし、『ヘルヴァ・ボス』は「地獄の住人と社会」に焦点を当てている。

## ストーリー
物語の舞台は地獄。その中でも最底辺の種族「インプ」であるブリッツは「Immediate Murder Professionals（I.M.P）」という暗殺専門の企業を立ち上げる。人間世界で暗殺業を行うため、ブリッツは貴族のストラスから人間世界へのゲートを召喚できる魔導書(グリモワール)を借りるのと引き換えに肉体関係を強いられており、そのことで起こるトラブルもしばしば。「I.M.P」の社員である頭脳派インプのモクシー、破天荒で楽観的なミリー、ブリッツの養子でヘルハウンドのルナなど個性的なキャラクターを主軸に物語は幕を開ける…

## 登場人物
- 担当声優は本編版 / パイロット版の順。

### 地獄界
ブリッツ（Blitzo）
声 - ブランドン・ロジャース、マイケル・ロメオ・ルオッコ（1期7話の歌唱パート）/高木渉
I.M.P社の創設者。大きな黒白の角と身体の所々にある道化師のような白い模様が特徴のインプ。性的指向はパンセクシュアリティ。 年齢は少なくとも30歳以上。愛称は「ブリッツィ」。ただし、因縁のある人物からはスペル表記の場合での発音しない「O」を含めて「ブリッツォ」と呼ばれることもある。汚いスラングを平気で飛ばしたり嫌いな相手は容赦なく罵倒するなど地獄の住人らしい一面を持つ。また、会社で唯一の取締役という立場にもかかわらず、未熟で自己中心的、さらにはヘマをしかけた社員に対し脅迫同然の言葉を囁くなどパラハラまがいの言動も垣間見えるが、いざというときは攻撃を受けそうになった社員を庇う一面も見せる。養子のルナを溺愛している。貴族のストラスとは肉体関係にあるが、あくまで魔道書(グリモワール)を借りるためのビジネスの一環と割り切っている。愛銃は黄金のパーカッションピストル。
モクシー（Moxxie）
声 - リチャード・ホーヴィッツ/山口勝平
白髪とそばかす、黒白の角が特徴のインプ。本名はモクシー・ノラストネーム。性的指向はバイセクシュアリティ。I.M.P社の社員。普段は温厚だが、怒りやすく、かなりの不器用。同じく社員のミリーとは円満夫婦であり、彼女を守るためには危険を顧みず、やる時はやる性格。機能不全の環境にもかかわらず、会社全体に関して社員の中で最も発言力があり現実的である。ブリッツからのストーカー被害に悩まされていたり、ルナからは下ネタ交じりの挑発をされていたりと苦労人。頭脳派で、武器に関する知識が豊富。また、地獄のルールでご法度になるためか暗殺対象ではない人間に危害を加えないように行動する等、良心的な面も覗かせる。父親とは既に縁を切っている。
ミリー（Millie）
声 - ヴィヴィアン・ニクソン/エリカ・リンドベック/小島幸子
黒髪と黒い角が特徴のインプ。I.M.P社の社員。非常に元気な性格で、じっとしている事は少ない。同僚であり夫でもあるモクシーとは強い夫婦愛で結ばれており、彼が危機に陥った際には自ら救出に乗り出す勇敢さもある。モクシーが危害を加えられると、誰も手を加えられない程に凶暴化してしまう性質を持つ。柔和な外見とは裏腹に、タフで非常に暴力的なスキルを持っており、身体が小さく身軽なため隠密活動やそれに伴う対象者の暗殺に長けている。また専用の武器に巨大な鎌を所持している。
ルナ/ルーナ（Loona）
声 - エリカ・リンドベック/Lynn
灰色と白の毛並みに、白目の部分が赤く白い瞳の目が特徴の犬の姿をしたヘルハウンドの悪魔。性的指向はバイセクシュアリティ。IMP社の社員だが受付業務担当のため基本的に彼女だけ会社に残り留守番をしている場合が多い。労働意欲も少なく、出勤前に二日酔いになる程酒を飲んだり、勤務中にもかかわらず常にスマホを操作している。ブリッツの養子で、彼から溺愛されているが、ルナ本人は鬱陶しく感じている。ただし彼と喧嘩になった際に気まずそうな反応を見せたり、ブリッツに対し「お父さん」と呼ぶなど血縁はないものの親子の情が垣間見える。社員の中で唯一人間態を持っている。
ストラス（Stolas）
声 - ブライス・ピンカム/ブロック・ベーカー/武藤正史
地獄世界の貴族(ゴエティア家)であるフクロウの悪魔。フクロウらしくない華奢な身体付きで、白い顔と青味がかった羽毛が特徴。普段は赤眼だが、時折白い瞳が映るときがある。また、額の辺りにもう一対の目が存在する。性的指向はホモセクシュアリティのゲイ。人間世界へのゲートを召喚できる魔導書(グリモワール)を所有しており、それと引き換えにブリッツと肉体関係を持っている。I.M.P社の常連客でもある。家族に妻ステラと娘のオクタヴィアがいるが、ステラとはブリッツの件もあって離婚寸前であり、常に孤独感を感じている。オクタヴィアのことは「ヴィア」と呼び溺愛しており、典型的な親バカ。
オクタヴィア（Octavia）
声 - バレット・ウィルバート・ウィード
ストラスの娘のフクロウの悪魔。ボサボサした灰色の羽毛が特徴。性的指向はアセクシャル。拝聴と剥製集めが趣味。非常に荒々しく不機嫌な性格だが、これは両親の関係の悪化によるもので、ストラスがブリッツと駆け落ちして自分を捨てることには内心怖がっていた。その後、ストラスと話し合い安心した後にとても嬉しそうな態度をとるなど父親との関係は良好。
ステラ（Stella）
声 - ジャージナ・レイフィー/南澤まお
白い鳥の悪魔。ピンクの嘴と白色の長い羽毛が特徴。非常に気性が荒い性格で、夫のストラスに対しては肉体的、精神的にも攻撃している。ストラスの不貞行為に激怒しているだけでなく、彼の地位、恋人の選択、行動における卑劣さにも激怒しており、ストライカーを雇いストラス暗殺を企てるほどだった。そして、平民のように振る舞う彼を非難しているため、階級差別的でもある。
パイモン(Paimon)
声 - ジョナサン・フリーマン
フクロウの悪魔。赤い瞳と赤い紋章が刻まれたアイマスクが特徴。ストラスの父親であり、ゴエティア家の王。息子の名前を思い出せいないような怠慢な父親で、息子の世話を執事に任せたりストラスの意見を考慮せずにステラと政略結婚させるなど自己中心的な性格。しかし幼少期のストラスへの対応について、自分自身では「父親として優秀であった」と自画自賛している。
アンドレアルフス(Andrealphus)
声 - ジェイソン・ラシア
孔雀の悪魔。水色をベースとした外観が特徴。性的指向はホモセクシュアリティのゲイ。ゴエティア家の侯爵で、ステラの兄で、彼女と同じく階級主義者。冷酷で無慈悲な性格であり、自分の利益のためには他人を踏み躙ることも躊躇しない。ステラとの仲は良好で、彼女の立場とストラスに対する態度を擁護している。氷を召喚し、操る能力を持っている。
ヴァサゴ(Vassago)
声 - ハーヴィー・ギレン
オウムの悪魔。赤色をベースとした外観が特徴。ゴエティア家の一人。性的指向はホモセクシュアリティのゲイ。神経質で思慮深い性格で、地獄の統治の責任を強く評価している。ストラスに対するアンドレアルフスの見下した態度に強く不快感を覚えており、彼の発言に対し「傲慢な馬鹿」とまで呼んだ。
アスモデウス（Asmodeus）
声 - ジェームズ・モンロー・アイグルハート/白熊寛嗣
七つの大罪の内の色欲を司る古代の悪魔。鮮やかな髪色と筋肉質の体が特徴。性的指向はパンセクシュアリティ。色欲をアートと捉え、自身が経営するディルドメーカーで新製品の開発に勤しんでいる。他の悪魔に好色な欲望を表現させることに大きな喜びを感じているが、人為的な手段で他者に関係や性行為を強制することに強く反対している。ピエロインプのフィッザ・ローリィとは恋人仲。
マモン（Mammon）
声 - マイケル・キューザック
七つの大罪の内の強欲を司る古代の悪魔。４本腕、ネオングリーンの目と歯が特徴。性的指向はアセクシュアル。強欲の悪魔に相応しく、非常に利己的で貪欲で、他人の不幸を気にせず、他人からどれだけ利益を得るかを第一優先に考えている。完璧主義者でもあり、自らのブランド像にいかなる欠陥も含まないことを望んでいる。毎年開催するピエロコンテストでフィッザ・ローリィをスターへとのし上げたが、自身が荒稼ぎするための道具としか見ていない。巨大な蜘蛛の姿に変身できる。
ベルゼブブ（Beelzebub）
声 - ケシャ・セバート、ロシェル・ディアマンテ（歌唱パート）/寿美菜子
七つの大罪の内の暴食を司る悪魔。ヘルハウンドのような外見と４本腕や触覚、羽などの蜂の要素が特徴。性的指向はパンセクシュアリティ。周りからはクイーン・ビー・ゼブブとして親しまれている。非常に活発的な性格。周囲の味覚を感知し、そこからエネルギーを得ることができる。怒ると巨大化する性質があるが、本人は感情的になりやすい性格を治したいと思っている。ヴォルテックスの恋人。
サタン (Satan)
声 -パトリック・ペイジ
七つの大罪の内の憤怒を司る悪魔。筋肉質な体型と、縞模様の角が特徴。常に怒りの問題を抱え制御不能な激怒を繰り返しているが、誰かに挑発されない限り理性的で洗練された行動を取っている。ルシファー不在のため、彼が七つの大罪の代理リーダーを務めている。
レヴィアタン(Leviathan)
声 -
七つの大罪の内の嫉妬を司る悪魔。二つに分かれた魚のような頭部が特徴。右の頭は冷笑的で責任感が強く、左の頭は友好的な性格。
ベルフェゴール(Belphegor)
声 -
七つの大罪の内の怠惰を司る悪魔。羊のような外見が特徴。他の悪魔に対する関心が欠けており、下級悪魔に気にかけたり貢献したりする気がない。
ヴェロシカ・メイデイ（Veronika Mayday）
声 - クリスティーナ・ヴァレンズエラ/藤井ゆきよ
黒長いスペード型の棘のある尾と、両側に星が描かれている黒い2本の角が特徴のサキュバス。性的指向はパンセクシュアリティ。地獄と人間界の両方で人気を博しているサキュバスの歌手。ブリッツとは以前恋人仲だったが、性格の行き違いで破局してしまった以降は犬猿の仲となっており、毎年一度人間界で反ブリッツォパーティを開催している。人間態は褐色肌で金髪の見た目をしている。
ヴォルテックス（Vortex）
声 - ジェームズ・モンロー・アイグルハート
灰色の体毛と筋肉質の体が特徴のヘルハウンド。ヴェロシカのボディーガードで、一見すると威圧的だが非常に親しみやすい性格で友好的。ベルゼブブの恋人。
フィッツァローリ（Fizzarolli）
声 - アレックス・ブライトマン/上田燿司
演劇の悪魔。道化師の衣装、機械化した腕と脚が特徴のインプ。性的指向はホモセクシュアリティのゲイ。ブリッツの幼馴染で地獄で大人気のピエロ。愛称はフィズ。古代の悪魔アスモディスとは恋人仲。幼少期にブリッツと同じサーカス団に所属しており仲も良かったが、火災の事件をきっかけに二人の仲は険悪。しかし現在は和解している。ピエロらしく飄々と人を食ったような言動をするがパフォーマーとして真摯に取り組んでおり、手話や観客を交えての歌唱などファンサービスも欠かさない。陽気な性格だが、極度の自尊心と自己イメージの改善に苦しんでおり、賞賛を享受しなければアスモディスを失ってしまうと考えている。また、飼い主マモンに酷い仕打ちを受けても名声と成功に対して彼に報いなければと考えていたが、シーズン2、7話で自分の意見をマモンに言い放ち解放された。彼の外見を模したロボットが大量に市販されている。
サリー・メイ（Sallie May）
声 - モルガナ・イグニス
赤いバンダナと左目を覆う乱雑な前髪が特徴のインプ。ミリーの妹で、彼女と同じく陽気で暴力性が高い。トランスジェンダーのレズビアンである。
ストライカー（Striker）
声 - ノーマン・リーダス（シーズン1、5話のみ）、エドワード・ボスコ（シーズン2、4話以降）
カウボーイハットに金の牙、黒と白の縞模様の角を持っているのが特徴のインプ。I.M.P社のメンバーとは親しく接していたが、実際にはストラス暗殺のためにステラによって秘密裏に雇われていた殺し屋。冷酷非道な性格で、頼まれた依頼はどんな酷い手段を使ってまでも遂行する。
クリムゾン（Crimson）
声 - リチャード・ホーヴィッツ
サメ悪魔のギャングを統括する犯罪組織のボスのインプ。凶悪かつ冷酷な性格で、成功のためには手段を選ばない。モクシーの父親であるが、彼の幼少期に過度な虐待を行っていたことが原因で、すでに縁を切られている。
チャズウィック・サーマン(ChazwickThurman)
声 - エリック・シュワルツ/浪川大輔
サメの悪魔。灰色の肌と白い斑点がある尻尾が特徴。生意気で冗談好きな性格。性的指向はパンセクシュアリティ。自分を第一に考えており、モクシーと共に強盗をした際は彼を置いて逃げた。モクシーとミリー夫婦の元カレで、自分の富を偽装しモクシーと結婚することでクリムゾンの仲間に入ろうと計画していたが失敗し、最終的に殺された。
キャシュ・バックゾー(Cash Buckzo)
声 - ジョナサン・フリーマン
ブリッツの父親で、かつてのサーカスの団長のインプ。強欲で自身の子供をほとんど尊重していなく、ブリッツを5ドルでコンドームと交換するなど酷い性格。
バービー・ワイヤー（Barbie Wire）
声 - チョン・ジンヒ
ブリッツの双子の姉妹。自己的で短気な性格。性的指向はパンセクシュアリティ。人間を軽蔑しており、簡単に操作できる道具としてしか見ていない。ブリッツとの仲は最悪で、彼から遠ざかるためにリハビリ施設に入院した。人間態は褐色肌をしている。
ウォーリー・ワックフォード（Willy Wackford）
声 - ドン・ダリル・リベラ
カールした黒と白の角と巻毛の口髭が特徴のインプ。間抜けで風変わりな性格。実業家で、変な装置や妙な道具を作る仕事と評して「ワッキー・ウォリーのアイデア工場」を経営しており、地獄の発明家を片っ端から雇っている。
グリッツ＆グラム(Glitz and Glam)
声 -フェイ・マタ、アリソン・カプラン(グラムの歌唱パート)
魚のようなダフネブルーをベースとした外見が特徴の双子。ピエロコンテストではフィズに上から目線で話しかけていたり、生意気で自己中心的な性格。グリッツは活発的で、グラムは冷静。
ヨーギルト(Yogirt)
声 -ジャック・プロトニック
インキュバスとバフォメットの混血の悪魔。サタンのアンガーマネジメントで、サタンの怒りを鎮めるための専属セラピスト悪魔である。

### その他
クレタス（Cletus）
声 - ドン・ダリル・リベラ
ピンク髪と翼、白肌の赤子のような姿が特徴の天使。クロスボウとそれに装填する黄金の矢を召喚する能力を持っている。元C.H.E.R.U.Bの従業員。かなり感情的になりやすい性格。シーズン1、4話でI.M.P社と揉み合いになった挙句、人間を殺してしまい、コリン、キーニーと共に天界から追放されてしまう。その後はスリで生計を立てながら人間界で生活をしている。
コリン（Collin）
声 - ジェイデン・リブラン
白髪と翼、青黒い肌で羊のような外見が特徴の天使。クロスボウとそれに装填する黄金の矢を召喚する能力を持っている。他の元C.H.E.R.U.Bのメンバーとは違い、温厚で繊細、物腰柔らかな性格。
キーニー（Keenie）
声 - ヴィヴィアン・メドラーノ
黄色の髪と翼、羊のような外見が特徴の天使。クロスボウとそれに装填する黄金の矢を召喚する能力を持っている。元C.H.E.R.U.Bの従業員。とても謙虚な性格だが、地獄に対してだけは差別的発言も躊躇しない。
エージェント1（Agent One）
声 - マイケル・ロメオ・ルオッコ
茶色の髪と色白の肌、サングラスが特徴。超常現象を研究するDHORKSのメンバー。戦闘力は高いが、知識に関してはどこか抜けている。
エージェント2（Agent Two）
声 - エリカ・ラットレル
クリーム色の髪と色黒の肌、サングラスが特徴。DHORKSのメンバー。日本の歴史が好きで、特に江戸時代に詳しい。

## 専門用語
地獄
主なストーリーの舞台。ハズビン・ホテルと世界観を共有しており、7つの大罪の名を冠した大罪の悪魔たちが支配する縦の7階層で構成されている。罪人の悪魔たちはルシファーの支配階層である傲慢の階層(プライド・リング)から出ることができない。また徹底した身分社会であり下位種族への差別も深刻である。
I.M.P(Immediate Murder Professionals)
ブリッツが立ち上げた暗殺代行サービスの会社。傲慢の階層(プライド・リング)の一角に存在する「インプシティ」のテナントビルにオフィスを持つ。業務内容としては、地獄に落ちて来た悪魔達が生前恨みを持つ人間を殺し、地獄に堕とす事である。
傲慢の階層（プライド・リング）
傲慢の大罪ルシファーが治める地獄の最上層であり、ヘルヴァ・ボスやハズビン・ホテルの主要舞台。空は赤色。地獄に落ちて来た罪人の悪魔達の人口増加により、治安が悪化している。
憤怒の階層（ラース・リング）
憤怒の大罪サタンが治める地獄の第二層。空はオレンジ色。農場と荒野がどこまでも広がっており、西部劇のような風景となっている。主な住民はインプなど、ミリーがこの階層の出身。
暴食の階層（グラトニー・リング）
暴食の大罪ベルゼブブが治める地獄の第三層。空は黄色。南国風の木々に囲まれたリゾート地のような雰囲気で、各所にはホテルやレストランが立ち並ぶ。主な住民はヘルハウンド。
強欲の階層（グリード・リング）
強欲の大罪マモンが治める地獄の第四層。空は緑色。薄汚れた工場地帯と倉庫街で構成され、空は常にスモッグで覆われている。マモンが経営する遊園地やサーカス舞台も存在。主な住民はサメの姿をした悪魔。
色欲の階層（ラスト・リング）
色欲の大罪アスモディアスが治める地獄の第五層。空は青色。ネオンで包まれた歓楽街で、アスモディアスが経営するクラブや大人の玩具工場もこの階層に存在する。主な住民はサキュバスやインキュバス。
嫉妬の階層（エンヴィー・リング）
嫉妬の大罪リヴァイアサンが治める地獄の第六層。住民には魚の姿をした悪魔たちなど。
怠惰の階層（スロウス・リング）
怠惰の大罪ベルフェゴールが治める地獄の最下層。空はピンク色。巨大な病院やリハビリ施設が存在する。住民の多くは頭に蝋燭を乗せた山羊または羊の姿をした悪魔。

## 各話リスト
| 話数         | サブタイトル                                                    | 監督                     | 脚本                                             | 公開日         |              |              |              |              |              |              |              |              |              |              |              |              |              |              |              |              |              |              |              |              |
| パイロット版 | パイロット版                                                    | パイロット版             | パイロット版                                     | パイロット版   | パイロット版 | パイロット版 | パイロット版 | パイロット版 | パイロット版 | パイロット版 | パイロット版 | パイロット版 | パイロット版 | パイロット版 | パイロット版 | パイロット版 | パイロット版 | パイロット版 | パイロット版 | パイロット版 | パイロット版 | パイロット版 | パイロット版 | パイロット版 |
| ------------ | --------------------------------------------------------------- | ------------------------ | ------------------------------------------------ | -------------- | ------------ | ------------ | ------------ | ------------ | ------------ | ------------ | ------------ | ------------ | ------------ | ------------ | ------------ | ------------ | ------------ | ------------ | ------------ | ------------ | ------------ | ------------ | ------------ | ------------ |
| 第0話        | Helluva Boss (PILOT)                                            | ヴィヴィアン・メドラーノ | ヴィヴィアン・メドラーノ＆ブランドン・ロジャース | 2019年11月26日 |              |              |              |              |              |              |              |              |              |              |              |              |              |              |              |              |              |              |              |              |
| シーズン1    |                                                                 |                          |                                                  |                |              |              |              |              |              |              |              |              |              |              |              |              |              |              |              |              |              |              |              |              |
| 第1話        | Murder Family                                                   | ヴィヴィアン・メドラーノ | ヴィヴィアン・メドラーノ＆ブランドン・ロジャース | 2020年11月1日  |              |              |              |              |              |              |              |              |              |              |              |              |              |              |              |              |              |              |              |              |
| 第2話        | Loo Loo Land                                                    | ヴィヴィアン・メドラーノ | ヴィヴィアン・メドラーノ＆ブランドン・ロジャース | 12月10日       |              |              |              |              |              |              |              |              |              |              |              |              |              |              |              |              |              |              |              |              |
| 第3話        | Spring Broken                                                   | ヴィヴィアン・メドラーノ | ヴィヴィアン・メドラーノ＆ブランドン・ロジャース | 2021年2月1日   |              |              |              |              |              |              |              |              |              |              |              |              |              |              |              |              |              |              |              |              |
| 第4話        | C.H.E.R.U.B                                                     | ヴィヴィアン・メドラーノ | ヴィヴィアン・メドラーノ＆ブランドン・ロジャース | 3月15日        |              |              |              |              |              |              |              |              |              |              |              |              |              |              |              |              |              |              |              |              |
| 第5話        | The Harvest Moon Festival                                       | ヴィヴィアン・メドラーノ | ヴィヴィアン・メドラーノ＆ブランドン・ロジャース | 5月1日         |              |              |              |              |              |              |              |              |              |              |              |              |              |              |              |              |              |              |              |              |
| 第6話        | Truth Seekers                                                   | ヴィヴィアン・メドラーノ | ヴィヴィアン・メドラーノ＆ブランドン・ロジャース | 8月22日        |              |              |              |              |              |              |              |              |              |              |              |              |              |              |              |              |              |              |              |              |
| 第7話        | OZZIE’S                                                         | ヴィヴィアン・メドラーノ | ヴィヴィアン・メドラーノ                         | 11月1日        |              |              |              |              |              |              |              |              |              |              |              |              |              |              |              |              |              |              |              |              |
| 第8話        | QUEEN BEE                                                       | ヴィヴィアン・メドラーノ | ヴィヴィアン・メドラーノ＆ブランドン・ロジャース | 2023年6月25日  |              |              |              |              |              |              |              |              |              |              |              |              |              |              |              |              |              |              |              |              |
| シーズン2    |                                                                 |                          |                                                  |                |              |              |              |              |              |              |              |              |              |              |              |              |              |              |              |              |              |              |              |              |
| 第1話        | THE CIRCUS                                                      | ヴィヴィアン・メドラーノ | ヴィヴィアン・メドラーノ                         | 2022年7月31日  |              |              |              |              |              |              |              |              |              |              |              |              |              |              |              |              |              |              |              |              |
| 第2話        | SEEING STARS                                                    | ヴィヴィアン・メドラーノ | アダム・ネイラン                                 | 10月20日       |              |              |              |              |              |              |              |              |              |              |              |              |              |              |              |              |              |              |              |              |
| 第3話        | EXES AND OOHS                                                   | ヴィヴィアン・メドラーノ | アダム・ネイラン                                 | 2023年3月11日  |              |              |              |              |              |              |              |              |              |              |              |              |              |              |              |              |              |              |              |              |
| 第4話        | WESTERN ENERGY                                                  | ヴィヴィアン・メドラーノ | ヴィヴィアン・メドラーノ                         | 5月21日        |              |              |              |              |              |              |              |              |              |              |              |              |              |              |              |              |              |              |              |              |
| 第5話        | UNHAPPY CAMPERS                                                 | ヴィヴィアン・メドラーノ | アダム・ネイラン                                 | 7月9日         |              |              |              |              |              |              |              |              |              |              |              |              |              |              |              |              |              |              |              |              |
| 第6話        | OOPS                                                            | ヴィヴィアン・メドラーノ | ヴィヴィアン・メドラーノ                         | 9月10日        |              |              |              |              |              |              |              |              |              |              |              |              |              |              |              |              |              |              |              |              |
| 第7話        | MAMMON'S MAGNIFICENT MUSICAL MID―SEASON SPECIAL (ft Fizzarolli) | ヴィヴィアン・メドラーノ | ヴィヴィアン・メドラーノ                         | 10月30日       |              |              |              |              |              |              |              |              |              |              |              |              |              |              |              |              |              |              |              |              |
| 第8話        | THE FULL MOON                                                   | ヴィヴィアン・メドラーノ | ヴィヴィアン・メドラーノ＆アダム・ネイラン       | 2024年6月1日   |              |              |              |              |              |              |              |              |              |              |              |              |              |              |              |              |              |              |              |              |
| 第9話        | APOLOGY TOUR                                                    | ヴィヴィアン・メドラーノ | ヴィヴィアン・メドラーノ                         | 6月23日        |              |              |              |              |              |              |              |              |              |              |              |              |              |              |              |              |              |              |              |              |
| 第10話       | GHOSTFUCKERS                                                    | ヴィヴィアン・メドラーノ | ブランドン・ロジャース                           | 11月1日        |              |              |              |              |              |              |              |              |              |              |              |              |              |              |              |              |              |              |              |              |
| 第11話       | MASTERMIND                                                      | ヴィヴィアン・メドラーノ | ヴィヴィアン・メドラーノ                         | 11月30日       |              |              |              |              |              |              |              |              |              |              |              |              |              |              |              |              |              |              |              |              |
| 第12話       | SINSMAS                                                         | ヴィヴィアン・メドラーノ | ヴィヴィアン・メドラーノ                         | 12月22日       |              |              |              |              |              |              |              |              |              |              |              |              |              |              |              |              |              |              |              |              |
| 短編         |                                                                 |                          |                                                  |                |              |              |              |              |              |              |              |              |              |              |              |              |              |              |              |              |              |              |              |              |
| 第1話        | HELL’S BELLES                                                   | ヴィヴィアン・メドラーノ | モルガナ・イグニス                               | 2024年4月27日  |              |              |              |              |              |              |              |              |              |              |              |              |              |              |              |              |              |              |              |              |
| 第2話        | MISSION:ANTARCTICA                                              | ヴィヴィアン・メドラーノ | アダム・ネイラン                                 | 8月1日         |              |              |              |              |              |              |              |              |              |              |              |              |              |              |              |              |              |              |              |              |
| 第3話        | WEEABOO-BOO                                                     | ヴィヴィアン・メドラーノ | アダム・ネイラン                                 | 9月1日         |              |              |              |              |              |              |              |              |              |              |              |              |              |              |              |              |              |              |              |              |
| 第4話        | MISSION:CHUPACABRAS                                             | ヴィヴィアン・メドラーノ | ヴィヴィアン・メドラーノ                         | 9月30日        |              |              |              |              |              |              |              |              |              |              |              |              |              |              |              |              |              |              |              |              |

## 劇中歌

### シーズン1

#### 1話
『Teacher's Song』
作詞:パリー・グリップ、ブランドン・ロジャース
作曲:パリー・グリップ
歌:マーラ・ウィルソン、ジュリアナ・サダ、
ダシール・マクガハ・シュレッター、
リチャード・ホーヴィッツ

#### 2話
『You Will Be Ok』
作詞,作曲:サム・ハフト
歌:ブレイス・ピンカム
『My World Is Burning Down Around Me』
作詞,作曲:サム・ハフト
歌:バレット・ウィルバート・ウィード
『Loo Loo Land』
作詞,作曲:パリー・グリップ
歌:アレックス・ブライトマン

#### 3話
『Vacay to Bonetown』
作詞,作曲:サム・ハフト
歌:クリスティーナ・ヴァレンズエラ
『Mustang Dong』
作詞,作曲:ライル・ラス
歌:ライル・ラス、ブランドン・ロジャース

#### 4話
『C.H.E.R.U.B Jingle』
作詞,作曲:パリー・グリップ
歌:ドン・ダリル・リベラ、ジェイデン・リブラン、ヴィヴィアン・メドラーノ

#### 5話
『Striker's Song』
作詞,作曲:サム・ハフト
歌:ノーマン・リダース

#### 6話
『Moxxie's Bad Trip』
作詞,作曲:サム・ハフト
歌:マイケル・ロメオ・ルオッコ、
リチャード・ホーヴィッツ

#### 7話
『House of Asmodeus』
作詞,作曲:アンドリュー・R・バトラー
歌:リチャード・ホーヴィッツ、
ジェームズ・モンロー・アイグルハート、
アレックス・ブライトマン、クリスティーナ・ヴァレンズエラ

#### 8話
『Cotton Candy』
作詞,作曲:ケシャ、ドリュー・ピアソン、
サム・ハフト
歌:ロシェル・ディアマンテ
『Monster's Ball』
作詞,作曲:シルヴァ・ハウンド
歌:Lollia、Chi-Chi

### シーズン2

#### 1話
『Stolas Sings』
作詞,作曲:サム・ハフト、
ジェファーソン・フリードマン
歌:ブライス・ピンカム

#### 2話
『Til the Day We Die』
作詞,作曲:サム・ハフト
歌:リチャード・ホーヴィッツ、
ヴィヴィアン・ニクソン
『I Like It』
作詞,作曲:サム・ハフト
歌:ジョーディ・ララ

#### 3話
『Chaz Time』
作詞,作曲:サム・ハフト
歌:エリック・シュワルツ
『Crashin' a Muthafuckin' Wedding』
作詞,作曲:Until Further Notice
歌:Until Further Notice

#### 4話
『The Ballad of Striker』
作詞,作曲:アンドリュー・R・バトラー
歌:ジュリアン・レボレド、
 ジョエル・ペレス、
 モーガン・シボーン・グリーン、
ブレイク・ローマン
『Whatcha Thinkin' About?』
作詞,作曲:アンドリュー・R・バトラー、
シルバ・ハウンド
歌:アンドリュー・R・バトラー(country rock version)、
Lollia (Bubblegum pop version)

#### 5話
『Regular Joe』
作詞,作曲:パリー・グリップ
歌:ヴィヴィアン・ニクソン
『Everybody, Look at Me!』
作詞,作曲:パリー・グリップ
歌:リチャード・ホーヴィッツ
『You Got the Power (Millie's Big Show)』
作詞,作曲:サム・ハフト
歌:サム・ハフト、ブランドン・バンガーナー

#### 6話
『Look At This!』
作詞,作曲:サム・ハフト、
シルヴァ・ハウンド、
シェーン・ランス
歌:アレックス・ブライトマン

#### 7話
『Juggling Iz Cool』
作詞,作曲:トム・カーディ
歌:トム・カーディ
『Klown Bitch』
作詞,作曲:サム・ハフト、
アンドリュー・アンダーバーグ
歌:フェイ・マタ、アリソン・カプラン
『Crooked』
作詞,作曲:サム・ハフト、
ジュリアン・ホルニック
歌:ジェームズ・モンロー・アイグルハート、
アレックス・ブライトマン
『2 Minutes Notice』
作詞,作曲:サム・ハフト、
アンドリュー・アンダーバーグ
歌:アレックス・ブライトマン

#### 8話
『When I See Him』
作詞,作曲:サム・ハフト、
アンドリュー・アンダーバーグ
歌:ブライス・ピンカム、
ブランドン・ロジャース

#### 9話
『All 2 U (Motherf*cker)』
作詞,作曲:サム・ハフト、
アンドリュー・アンダーバーグ
歌:ブライス・ピンカム、、
クリスティーナ・ヴァレンズエラ、
ジェームズ・モンロー・アイグルハート
『Handle Me』
作詞,作曲:ジュリアン・ホルニック、
サム・ハフト、
アンドリュー・アンダーバーグ
歌:クリスティーナ・ヴァレンズエラ
『Over You』
作詞,作曲:ジュリアン・ホルニック、
サム・ハフト、
アンドリュー・アンダーバーグ
歌:クリスティーナ・ヴァレンズエラ

#### 10話
『A Spooky Kind of Love』
作詞,作曲:アンドリュー・R・バトラー
歌:ジンクス・モンスーン、
エリカ・リンドベック、
ジャック・プロトニック
『I Wanna Fuck a Ghost』
作詞,作曲:アンドリュー・R・バトラー
歌:エリカ・ヘニングセン、
ジンクス・モンスーン、
ジャック・プロトニック

#### 11話
『Mastermind』
作詞,作曲:サム・ハフト、
アンドリュー・アンダーバーグ
歌:ブライス・ピンカム、
ブランドン・ロジャース、
パトリック・ペイジ

#### 12話
『Day By Day』
作詞,作曲:サム・ハフト
歌:ウェスレイ・プレイス
『I Will Be Okay』
作詞,作曲:サム・ハフト
歌:バレット・ウィルバート・ウィード
『A Sinsmas Party (I'll Murder You)』
作詞,作曲:サム・ハフト、
ヨアブ・ランドー、
ウィル・ヘンズリー
歌:クリスティーナ・ヴァレンズエラ
『Merry Sinsmas』
作詞,作曲:サム・ハフト、
ヨアブ・ランドー、
ジョッシュ・プローナー
歌:ベニー・ベナック3世

## 反応
『ヘルヴァ・ボス』は、アニメーション、キャラクター、声優、ユーモアで高い評価を得て、批評家の称賛を受けた。 